# ربط عبر الاقتران
في علم النفس، الربط عبر الاقتران هو عملية ربط المُحفّز بفكرة، أو بموضوع اعتباطي، ما سيؤدي إلى استجابة، عاطفية عادة، ويحدث ذلك عن طريق الربط بين محفّز ما، وموضوع اعتباطي معيّن.
مثلًا، يثير الاقتران المتكرر لصور نساء جميلات في ثياب السباحة استجابة جنسية لدى معظم الرجال، لذلك كثيرًا ما تربط وكالات الإعلان منتجاتها مع النساء الجذابات في الإعلانات التلفزيونية بغرض الحصول على استجابة عاطفية، أو مثيرة جنسيًا لدى المستهلك. سيؤدي هذا في النهاية إلى زيادة احتمال شراء المستهلك للمنتج، مقارنة بمنتج مشابه لا يملك هذا الارتباط.

## الحُصين (قرن آمون)
إضافة لأهمية منطقة الحصين في الذاكرة العرضية، فهو مسؤول عن إنشاء وتخزين الروابط في الذاكرة، خاصة ارتباطات العناصر، إضافة لذلك، ذكر غيلبيرت وكيسنر أن الارتباطات التي تنشأ قد تكون هامة في مجال التعلم عن طريق الربط. من خلال نتائج الدراسات التي أجريت على الفئران، وُجد أن الآفات التي تصيب الحُصين تسبب خلل في الربط بين أماكن الأشياء، وبحسب غيلبيرت وكيسنر، لم تظهر هذه العوارض فقط عند الفئران بل أيضًا عند الرئيسيات من البشر، وغير البشر (في 2004). ولم تتأثر الارتباطات التي تعلّمها الكائن المتضرر سابقًا.

## مهمة الربط عبر الاقتران
يمكن تعريف تعلّم الربط عن طريق الاقتران بأنه نظام للتعلّم تتصل فيه العناصر (مثل الكلمات، والحروف، والأرقام، والرموز، وما إلى ذلك) بشكل سيؤدي فيه عرض أحد أعضاء الطرفين إلى تذكر الطرف الآخر، هذا هو التعلّم الذي يشكل أساسيات مهمة الربط عبر الاقتران، ويمكن تقسيم هذه المهام إلى ما يلي: البصرية - البصرية، والبصرية – اللفظية، واللفظية - اللفظية، ففي حالات البصرية – البصرية يكون كلا الطرفين قرينان بشكلهما البصري (مثلًا صورة دائرة زرقاء مقترنة بصورة مثلث أصفر)، أما الحالة اللفظية – اللفظية تحدث عندما يكون الطرفان عبارة عن كلام شفهي (كالاستماع لكلمة كات متبوعة بهات لأحد المشاركين)، والحالة الأخيرة، وهي حالة بصري – لفظي تحدث عندما يُنطق أحد الطرفين بصوت عال بينما يُقدّم الطرف الآخر بشكل مرئي (مثل الاستماع إلى مربع الكلمات ومشاهدة صور للمنزل). يملك التعلم بالربط البصري ارتباطًا إيجابيًا مع تقدم العمر، إذ ستزداد قدرة الأطفال في سن المدرسة على الربط البصري مع تقدمهم في السن، ويرتكب الأطفال الأصغر سنًا أخطاء أكثر بالمقارنة مع الأكبر منهم.
تنقسم مهمة الربط عبر الاقتران إلى أساسياتها، وهي المحفّز، والاستجابة، ونتائج ربط الإشارة، ويمكن رؤية ذلك بوضوح عبر دراسة أجراها نايا، وساكاي، ومياشيتا بتطبيقهم نسخة واحدة من المهمة على القرود، إذ أعطيت خلال الدراسة الئيسيات مهمة ربط عبر الاقتران بالشكل البصري – البصري، وعُرضت كل الأزواج في المجموعة، ثم وبعد وقت طويل، عُرضت صورة واحدة للزوج على القردة الذين بدورهم أقرنوها بالصورة الصحيحة، وبذلك دلت الصورة على الاستجابة، ومُنحوا مكافآت بشكل طعام. توضّح هذه الدراسة أنه من الممكن أن تحدث الارتباطات بين عنصرين غير مرتبطين سابقًا، وأظهر القرود بأنهم تذكروا بالفعل ما عُرض لهم مسبقًا. في التعلم المرتبط البصري ستنخفض كفاءة المشارك أو الموضوع في إنشاء ترابطات كهذه مع ازدياد حمل الذاكرة، أي كلما زاد عدد العناصر، أو زاد التعقيد الذي يجب على الشخص أن يحتفظ به في ذاكرته سيؤدي ذلك إلى ضعف أداء مهام التعلّم الترابطي المقترن.
يوضح غلوك، وميركادو، ومايرز كيف يمكن أن يتعلّق الارتباط المقترن بالتشفير بدلًا من الاسترجاع، ففي الدراسة التي أجراها غلوك وزملاؤه كان هناك اختبار ربط بالاقتران، يقدّم عبرها للمشاركين أزواجًا من الكلمات ويُطلَب منهم تذكر الكلمة الأخرى بعد إعطائهم الكلمة الأولى بعد انتهاء الدراسة، كان هناك اختلاف واضح بين اليافعين، والشباب، وكبار السن. في بداية الدراسة عُرض كل زوج لمدة 15 ثانية، وهنا كان أداء كبار السن أسوأ بكثير، وكانت قدرات تذكرهم أضعف بالمقارنة مع البالغين الأصغر سنًا، ولكن تغير ذلك عند مضاعفة الوقت لـ 30 ثانية، إذ كانوا قادرين هنا على تحسين مستوى أداءهم، من المقبول أنه في التعلّم الترابطي يوجد انحدار سلبي بسبب تناقص مستويات الأداء مع التقدّم في السن، ويستمر هذا الانحدار حتى بعد معالجة متغيرات التداخل المحتملة، كالانتباه، والذاكرة المكانية.

### أداء المهمة
عند تنفيذ مهمة الربط المقترن يوجد عدة طرق يمكن أن يتأثر بها أداء المهمة سلبًا أو إيجابًا، تتأثر الترابطات سلبًا عندما يتشارك عنصر واحد بعدة ارتباطات، إذ سيكون من الصعب تذكر الأزواج AB و BC مقارنة مع الأزواج AB و CD، وبحسب كابلان، وزملاؤه تسبب الأزواج الوظيفية المزدوجة ما يُسمى بالتباس الاقتران، وهو مشاركة عضو مشترك بين الزوجين مما سيؤدي إلى التداخل، يواجه الدماغ صعوبة في معالجة الأزواج، لدرجة أنه في بعض الحالات سيتذكر زوج واحد على حساب الزوج الآخر، إحدى المسائل التي لا تتأثر هي تذكّر الإشارات في أي من الاتجاهين الأمامي (ظهور A من ثم تذكر B) أو الخلفي (ظهور B من ثم تذكّر A)، ولن يؤثر أي من الاتجاهين على دقّة التذكّر.
بالإضافة إلى ذلك يوجد بحث قائم الآن على تأثيرات استخدام المُنشّطات، أو حبوب النشوة (إكستاسي) على مهمة الربط عبر الاقتران أو على التعلم. وفي دراسة أجراها غالاغير وزملاؤه، وُجد أن الذين استخدموا المنشّطات، أو عقارات النشوة كان لديهم استجابات إيجابية كاذبة أكثر بالمقارنة مع الأشخاص الذين لم يستخدموا هذه العقارات، اقتُرح ذلك لأن إنشاء ارتباط بين أزواج الكلمات يتطلب مصادر تنفيذية، من المعروف أنها تُعطّل عند مستخدمي عقارات النشوة، وهذا ما حال دون ربط أزواج الكلمات.
يمكن تحسين الارتباط بمساعدة ما يُعرف بتأثير الإنتاج، الذي يحدث عندما يؤدي نطق كلمة بصوت عال إلى تحسّن في تذكّرها، مقارنة بقراءتها بصمت، لا يقتصر تأثير الإنتاج على قول الكلمة بصوت عال، بل أيضًا تحسّن القراءة، والكتابة، والهمس، والهجاء الذاكرة على الرغم من أنها لا تكون بنفس المستوى الموجود عند قراءتها بصوت عالٍ.
وفقًا لبوتنام، وزملائه تعود حالة تحسّن التذكّر عند القراءة بصوت عالٍ إلى أنها تخلق ذاكرة أكثر تميّزًا في عملية الترميز، إضافة لذلك لم يحسّن تأثير الإنتاج فقط من التعرف على الزوج، بل أيضًا على تذكّر الزوج المرتبط، تشير هذه النتائج إلى وجود علاقة إيجابية بين تأثير الإنتاج والترابط بين الأزواج فيما يتعلق بالتعلّم، أو بمهمة الربط عبر الاقتران؛ فاستخدام أحد عناصر تأثير الإنتاج سيؤدي إلى تحسين ترميز الترابطات.

## السلوك اللفظي
غالبًا يستخدم السلوكيون اختبارات الربط المقترن لتحديد قوة السلوك اللفظي، وبشكل خاص مفهوم بي. إف سكينر لفئة الاستجابة اللفظية التي تسمى اللفظيات الداخلية.